# Jaume Balagueró

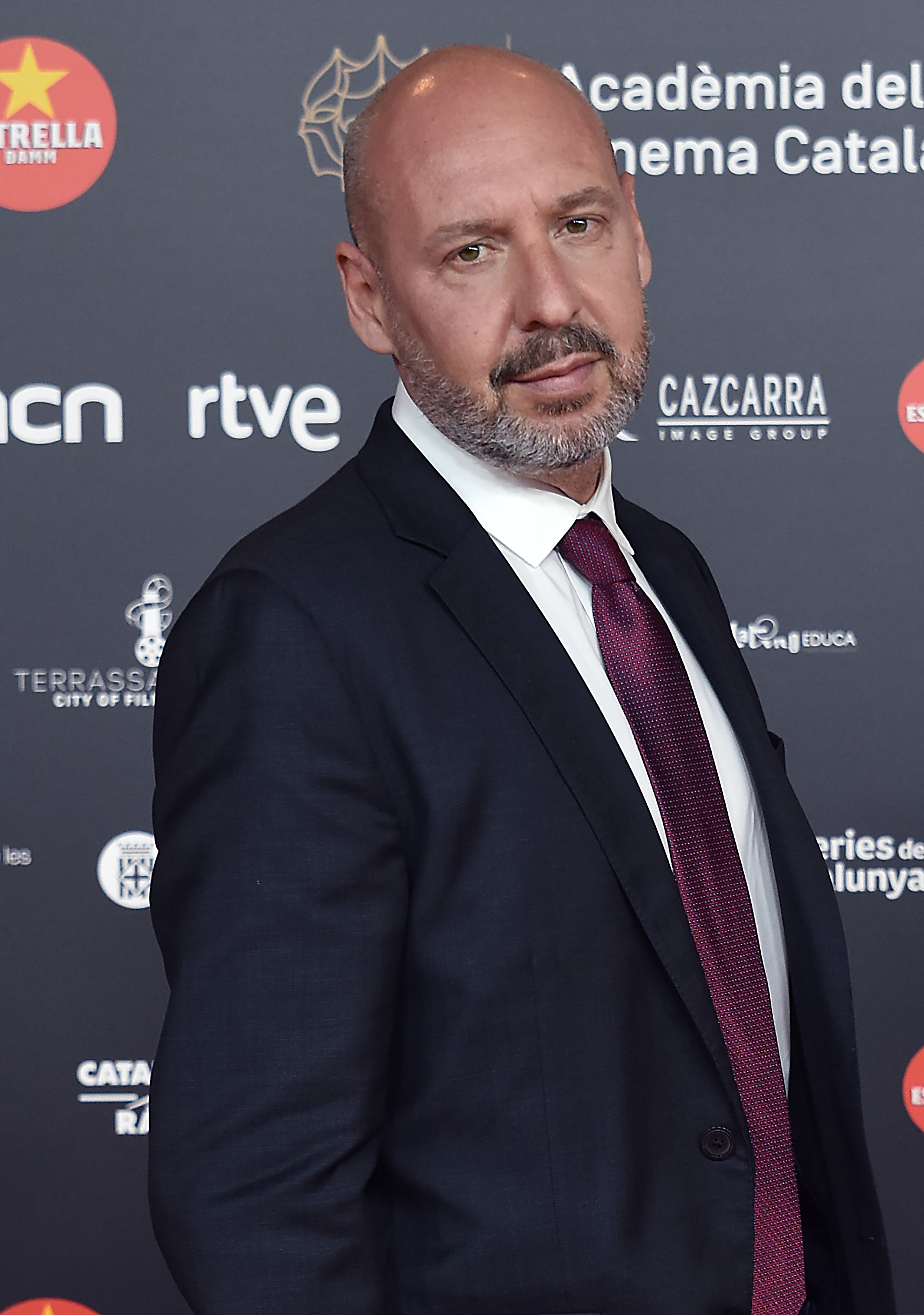
Jaume Balagueró

Jaume Balagueró (2 de Novembro de 1968 em Lleida, Catalunha, Espanha), é um diretor de cinema espanhol amplamente conhecido por produzir filmes de terror.

## Filmografia
Como cineasta:
| Ano  | Título              |
| ---- | ------------------- |
| 1999 | Los sin nombre      |
| 2002 | O.T: La Película    |
| 2002 | Darkness            |
| 2005 | Frágiles            |
| 2006 | Para entrar a vivir |
| 2007 | REC                 |
| 2009 | REC 2               |
| 2011 | Mientras duermes    |
| 2014 | REC 4: Apocalypse   |
| 2017 | Muse                |
| 2021 | Way Down            |
| 2022 | Venus               |